# Латентный аутоиммунный диабет у взрослых
Латентный аутоиммунный диабет у взрослых (англ. latent autoimmune diabetes in adults, LADA; «диабет 1.5 типа») — сахарный диабет, симптомы и начальное течение которого соответствуют клинической картине диабета второго типа, но притом этиология лежит ближе к диабету первого типа: обнаруживаются антитела к бета-клеткам поджелудочной железы и ферменту глутаматдекарбоксилазе. По разным оценкам, в разных популяциях от 6 % до 50 % пациентов с диагнозом «диабет II типа» на самом деле поражены латентным аутоиммунным диабетом взрослых. Возможно, LADA представляет собой «мягкий» край спектра проявлений диабета 1-го типа.